# Obelisk Press
Pour les articles homonymes, voir Obelisk.
Obelisk Press est une maison d'édition en langue anglaise fondée par le Britannique Jack Kahane en 1929 à Paris,.

## Histoire
Originaire de Salford (près de Manchester), Jack Kahane choisit la France pour publier à la fois ses propres ouvrages et ceux d'écrivains susceptibles de tomber sous le coup de la censure en Grande-Bretagne, mais aussi aux États-Unis : tous les textes sont en anglais, comportent des passages sexuellement explicites, mais, publiés sur le sol français et réservés à un public anglophone, ils échappent au contrôle. Qualifiés de dirty books (ouvrages cochons), les livres publiés par Obelisk Press valurent à Kahane le qualificatif quelque peu outrancier de « pornographe », en référence aux lois alors en vigueur relatives aux bonnes mœurs.
Kahane lance d'abord The Vendôme Press fin 1929, et s'adosse à une maison d'édition fondée par le relieur Henry Babou pour éditer des ouvrages licencieux illustrés à des prix très élevés. En janvier 1932, The Obelisk Press est officiellement lancée, toujours à Paris. Kahane se libère de Babou, son partenaire en affaires. Il se met alors en quête du prochain Ulysses.
Kahane trouve, en 1934, en publiant le premier ouvrage d'Henry Miller, Tropique du Cancer, le miracle littéraire qu'il attendait. Miller lui donna quatre autres titres, ainsi que d'autres romans que leurs auteurs, le plus souvent en raison d'un contenu pouvant avoir trait à la sexualité, n'avaient pas réussi à faire paraître en Angleterre ou aux États-Unis.
Au catalogue, on trouve notamment : Death of a Hero de Richard Aldington (1930), Haveth Childers Everywhere et Pomes Penyeach de James Joyce (1932), My Life and Loves de Frank Harris (1934), Boy de James Hanley (1935), The Rock Pool de Cyril Connolly (1936), The Black Book de Lawrence Durrell (1938), Winter of Artifice d'Anais Nin (1939).
Kahane republia également Le Puits de solitude de Radclyffe Hall, interdit de publication en Angleterre depuis 1928, ainsi que de nombreux poètes méconnus comme Norman Douglas, Norah James, Lawrence Dakin et Nadejda de Bragança fille d'Anita de Bragance.
Les maquettes de couverture étaient réalisées par Marcelle Girodias, l'épouse de Kahane, et aussi par leur fils Maurice. En 1939, Jack meurt et son fils échappe de peu à une rafle dans Paris juste après avoir lancé dans la clandestinité les Éditions du Chêne en 1941. 
Obelisk Press renaît en 1945, toujours à Paris, sous la direction cette fois de Maurice Girodias. Durant huit ans, il poursuit l’œuvre de son père, publiant d'autres titres d'Henry Miller, mais aussi Georges Bataille et Níkos Kazantzákis. 
En 1953, Girodias met entre parenthèses Obelisk Press et lance Olympia Press.